# هاري كولينز
هاري كولينز (بالإنجليزية: Harry Leon Collins)‏ هو ساحر استعراضي أمريكي، ولد في 27 أبريل 1920، وتوفي في 3 مايو 1985.